# 大森ゆき
大森 ゆき（おおもり ゆき、1月12日 - ）は、日本の女性声優。山梨県出身。フリー。

## 略歴
東京アナウンスアカデミー声優実践コース卒業。
2013年10月から2024年12月15日まで、AIR AGENCYに所属していた。

## 人物
幼い頃は『ポケットモンスター』が好きで、主人公のサトシの声優が女性だと知ってから、声優という職業に憧れを持つようになる。趣味は歌うこと、読書、キャッチボールなど。特技は歌うこと、料理、ブラインドタッチ。

## 出演
太字はメインキャラクター。

### テレビアニメ
2017年
- アリスと蔵六（羽鳥の母）
- タイムボカン 逆襲の三悪人（ベーブ・ルースの母）

2020年
- ちはやふる3（富士崎女子生徒）

2023年
- 永久少年 Eternal Boys（司会者）
- 政宗くんのリベンジR（寧子の叔母）
- 豚のレバーは加熱しろ（エス家奥さん）

2024年
- リンカイ!（場内アナウンス）

2025年
- 魔法使いの約束（奥様、女性、子供、市民、トビカゲリ）
- アラフォー男の異世界通販（客A）

### Webアニメ
- オーバーウォッチ 短編アニメーション「Honor and Glory」「Zero Hour」（ブリギッテ・リンドホルム）

### ゲーム
- 蒼穹のスカイガレオン（時期不明、ヴァハ）
- デウスエクス マンカインド・ディバイデッド（2017年）
- ダンジョントラベラーズ2-2 闇堕ちの乙女とはじまりの書（2017年、モゲラ、使いの女、サーシャ）
- オーバーウォッチ（2018年、ブリギッテ・リンドホルム）[12]

### デジタルコミック
- ねこ、はじめました（2018年、大家）[13]
- ばらとたんぽぽ（2023年、ミッキーさん、まやぴょん、SNS 5（女）、SNS 7（女）、ファン4）[14]

### 吹き替え
- ザッツ・ファビュラス!（ジャーダン・ダン）
- トランスポーター・ザ・シリーズ ニューミッション（ザラ 他）
- 不思議の国のユーゴとララ（ネコ）
- ユニット7 麻薬取締第七班（英語版）（エレナ〈インマ・クエスタ〉）

### オーディオブック
- しずまれ! 俺の左腕（1～2巻）
- スクールライブ・オンライン（1～3巻）
- 創世の大工衆
- アニソンの神様
- 魔法少女育成計画シリーズ
  - 魔法少女育成計画
  - 魔法少女育成計画restart（上下巻）
  - 魔法少女育成計画episodes
  - 魔法少女育成計画limited（上下巻）
- ドS魔女の×××
- モテモテな僕は 世界まで救っちゃうんだぜ(泣)（1～8巻）
- かけがえのない人へ
- 深川澪通り木戸番小屋（分冊あり）
- 女刑事・音道貴子シリーズ
  - 凍える牙
  - 花散る頃の殺人
  - 鎖（上下巻）
- 百鬼夜行 陰
- 月島慕情
- 質問 老いることはいやですか
- おとなの始末
- マエ持ち女二人組シリーズ
  - いつか陽のあたる場所で
  - すれ違う背中を
  - いちばん長い夜に
- QEDシリーズ
  - QED 式の密室
  - QED 竹取伝説
  - QED 鬼の城伝説
  - QED 龍馬暗殺
  - QED 〜ventus〜 鎌倉の闇
  - QED 河童伝説
  - QED 〜flumen〜 九段坂の春
- 毒草師シリーズ
  - 毒草師 QED Another Story
- 養老院より大学院
- 橋を渡る
- 二十四の瞳
- だいこん
- 最高のオバハンシリーズ
  - 最高のオバハン 中島ハルコの恋愛相談室
  - 中島ハルコはまだ懲りてない!
- 花咲舞シリーズ
  - 不祥事
  - 花咲舞が黙ってない
- 吉原手引草
- 野ばら
- ジョン・マン シリーズ（1～5巻）
- わんぱく天国
- 砧をうつ女
- 警視庁殺人分析班シリーズ
  - 石の繭 警視庁殺人分析班
  - 蟻の階段 警視庁殺人分析班
  - 水晶の鼓動 警視庁殺人分析班
  - 虚空の糸 警視庁殺人分析班
  - 聖者の凶数 警視庁殺人分析班
  - 女神の骨格 警視庁殺人分析班
  - 蝶の力学 警視庁殺人分析班
  - 雨色の仔羊 警視庁殺人分析班
  - 奈落の偶像警視庁殺人分析班
- 岡本綺堂の怖い話（分冊あり）
- 神達に拾われた男（1～）

### ボイスオーバー
- 激録・警察密着24時～2018酷暑の闘い～[15]